# Les Noces du pape
Les Noces du pape est une pièce de théâtre écrite par le dramaturge britannique Edward Bond en 1962. 
La première représentation fut donnée à Londres au Royal Court Theatre la même année.

## Résumé
Le titre, à première vue absurde, signifie l’impossible.
Scopey, un jeune travailleur dans une exploitation agricole tente de comprendre Alan, un vieux solitaire, obsession qui va mener à sa perte.

## Note
1. ↑  (en) Pièces de Edward Bond - Doolee.com, consulté le 17 mars 2009.